# 포르케타

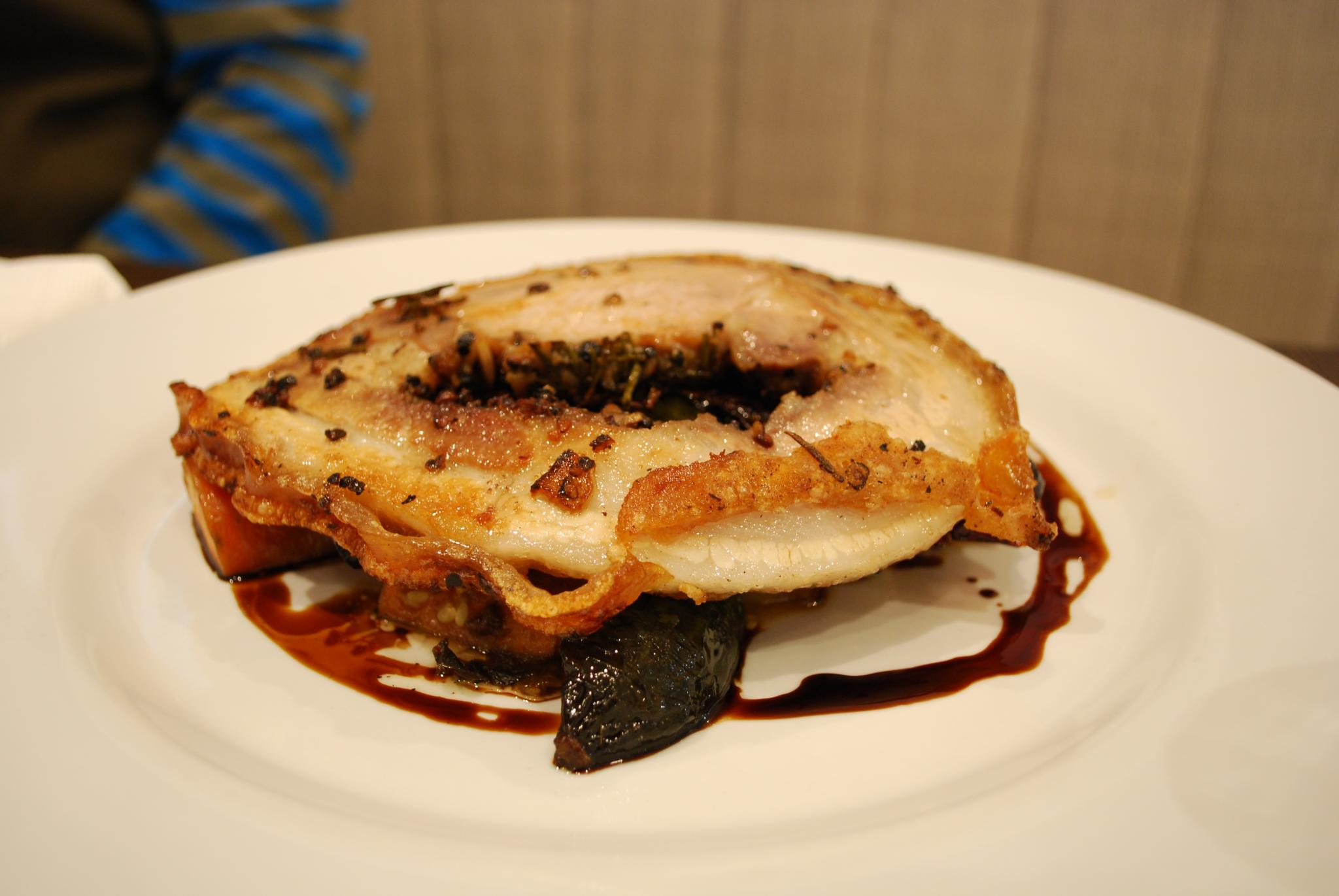
오스트레일리아에서 흑후추와 함께 조리된 포르케타

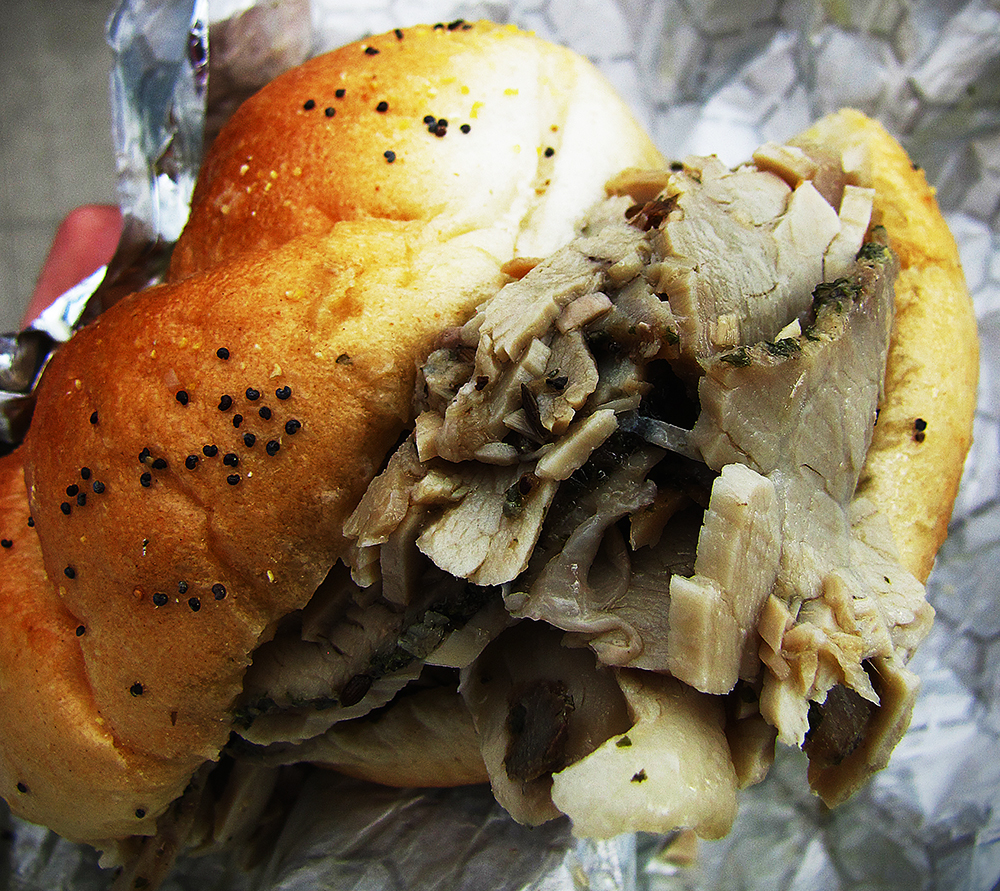
펜실베이니아주 스크란톤에서 이탈리아 축제 때 판매된 포르케타 샌드위치

포르케타 (Porchetta 또는 porketta)는 이탈리아의 전통 요리로 비계가 없는 돼지 살코기를 조리한 것이다. 조리 전에 내장 및 뼈를 제공하고 살코기 층을 잘 분리하여서 살코기와 겉껍질, 비계를 분리한 다음에 장작 위에 굽는 것으로 보통 속을 마늘, 로즈마리, 페넬, 다른 허브로 체워서 소금간을 많이 한다.
이탈리아 농식품부는 전통식품으로 포르케타를 등록하였다.
처음에는 로마 지방의 아리차에서 유래하여 이탈리아 전역으로 퍼졌다. 보통은 축제 때 먹는 음식이며 길거리에서 흰 포장마차 같은 곳이 취급한다. 보통에는 파니니 사이에 들어가서 많이 파는데 피자 재료로도 쓴다. 소풍 갈 때 챙겨가는 요리 메뉴이다.
라치오주에서 생산되는 대표적인 음식며 움브리아주에서는 라드나 마늘, 소금, 후추로 함께 간을 하여 요리한다.
포르케나 트레비기아나(Porchetta trevigiana는 베네토주의 트레비소에서 1919년 개발된 것으로 1살 된 돼지를 잡아 고기 속에 소금, 후추, 페넬, 감자, 백포도주를 넣어 오븐 속에 7시간 동안 굽는 요리이다. 오늘날 포르케타는 베네치아 요리에서 중요한 위치를 차지한다.

## 같이 보기
- 소를 넣은 음식 목록